# Physocephala reducta
Physocephala reducta är en tvåvingeart som beskrevs av Chen 1939. Physocephala reducta ingår i släktet Physocephala och familjen stekelflugor. Inga underarter finns listade i Catalogue of Life.